# Буджиашвили, Василий Дмитриевич
Василий Дмитриевич Буджиашвили (1906 — ?) — советский хозяйственный, государственный и политический деятель.

## Биография
Родился в 1906 году на территории современной Грузии. Член ВКП(б) с 1926 года.
С 1927 года — на хозяйственной, общественной и политической работе. В 1927—1955 гг. — на комсомольской, партийной работе, и. о. секретаря ЦИК Грузинской ССР, постоянный представитель Грузинской ССР при СНК СССР, директор павильона Грузинской ССР на Всесоюзной сельскохозяйственной выставке, 3-й секретарь ЦК КП(б) Грузии, секретарь ЦК КП(б) Грузии по кадрам, секретарь ЦК КП Грузии, заместитель министра государственного контроля Грузинской ССР.
Избирался депутатом Верховного Совета СССР 2-го созыва, Верховного Совета ГрузССР 2-го созыва.
Умер после 1985 года.